# Dobrești (Argeș)
Dobrești es una comuna rumana del condado de Argeș.

## Historia
Hacia finales del siglo XIX la comuna de Dobrești, perteneciente por entonces al antiguo condado de Muscel y formada por las localidades de Haiteşti, Cercei y Furești, tenía contabilizada una población de 1052 habitantes. En la segunda mitad del siglo XX la comuna estaba compuesta por las localidades de Dobrești y Furești y formaba parte del condado de Argeș.